# François De Pouhon
François Joseph de Pouhon (Ensival, 18 oktober 1796 - Sint-Joost-ten-Node, 2 juni 1872) was een Belgisch volksvertegenwoordiger en economisch publicist.

## Levensloop
De Pouhon was een zoon van de wever Henri de Pouhon en van Marie-Anne Deprez. Hij trouwde met Thérèse Snyers.
Hij stichtte een ververij in Verviers (1818-1826). Vervolgens trok hij naar Antwerpen en stichtte er de Maison de Banque et de Commission (1827-1830). Hij bracht er de wolmarkt op gang.
In 1830 werd hij door de omstandigheden van de revolutie naar het faillissement gedreven. Hij vertrok voor een paar jaar naar Parijs.
In 1835 werd hij wisselagent in Brussel, tot in 1853. Hij werd in 1838-1839 voor een financiële opdracht naar Londen gestuurd.
In 1848 werd hij verkozen tot liberaal volksvertegenwoordiger voor het arrondissement Verviers en vervulde dit mandaat tot in 1852.
In 1850 werd hij censor van de Nationale Bank van België en in 1853 werd hij voltijds directeur van de bank, wat hij bleef tot aan zijn dood.
Verder was hij nog 
- bestuurder van:
  - Compagnie d'Assurances Maritimes, Antwerpen,
  - Charbonnages du Bois des Hamandes,
  - Compagnie Belge de Colonisation,
- censor van:
  - Compagnie Immobiliaire de Belgique.

De Pouhon werd een productief auteur over financiële, economische en industriële materies, en oefende hierdoor een duidelijke invloed uit op de beslissingsnemers van zijn tijd.

## Publicaties
- La Belgique en septembre 1831, coup d'oeil sur son avenir politique et commercial, Luik, Collardin, 1831.
- La navigation de l'Escaut dans ses rapports avec les intérêts commerciaux de l'Europe, Antwerpen, Delacroix, 1832.
- De l'état du commerce en Belgique et de la route en fer d'Anvers à la Prusse, Brussel, De Mat, 1833.
- Considérations sur le projet de loi relatif aux chemins de fer, Brussel, Pelcot et Boissaux, 1833.
- Du mode d'exécution des chemins de fer en Belgique, Brussel, Pelcot, 1833.
- Rapport de la commission supérieure d'industrie et de commerce sur l'exportation des lins et la fabrication des toiles en Réponses aux observations de la chambre de commerce de Courlrai, sur le rapport de la commission supérieure d'industrie relatif à la question des lins, Brussel, De Mat, 1834.
- Des indemnités et spécialement de celle des marchandises brûlées à l'Entrepôt royal d'Anvers lors du bombardement en octobre 1830, Brussel, 1835.
- De la conversion de l'emprunt belge, Brussel, Berthoti, 1836.
- Tout petit mot sur l'emprunt de 30 millions, etc., Brussel, Berthot, 1836.
- De la liberté de l'Escaut envisagée dans ses rapports avec l'agriculture, l'industrie et le commerce, Brussel, Hayez, 1839
- Considérations sur l'emprunt belge à émettre, Brussel, Berthot, 1840.
- Du crédit public en Belgique, Brussel, Méline, 1844.
- Lettre au Sénat sur le projet de loi relatif au caissier de l'Etat, Brussel, 1846.
- De l'état du crédit et de l'organisation financière en Belgique,  Brussel, Lesigne, 1847.
- Lettre aux habitants d'Ensival et de Francomont, Brussel, Lesigne,1861.
- De l'institution d'une caisse d'épargne, Brussel, Lesigne, 1862.
- Rapport de la commission supérieure d'industrie et de commerce sur l'utilité et l'urgence d'un chemin de fer d'Anvers à la Prusse.
- OEuvres complètes de François de Pouhon, précédées d'une notice sur la vie de l'auteur et ses écrits par Th. Juste, Brussel, Gobbaerts, 1873, 2 vol.